# 柳沢信孝
柳沢 信孝（やなぎさわ のぶたか）は、江戸時代中期旗本。通称は武次郎、のち兵庫、八郎右衛門、右近。
柳沢信尹の長男。母は横山刑部左衛門の娘。子に娘（小宮山昌雄の妻）らがいる。先妻は浅野長恒の娘。後妻は岡部定長の娘。
男子がみな早世したため、致仕後に養子の信武が家督を継いだ。

## 年表
※日付は旧暦
- 宝永6年（1709年）4月6日 - 小姓組の番士となる。
- 享保9年（1724年）9月29日 - 家督相続。
- 享保13年（1728年）4月 - 将軍徳川吉宗の日光社参に供奉
- 享保14年（1729年）12月29日 - 小姓組の番士を辞職する。
- 元文3年（1738年）12月14日 - 致仕する。
- 元文4年（1739年）2月16日 - 死去。享年49。月桂寺に葬られる。法名、信孝。